# Dante

## 概要
Danteは、ソフトウェア、ハードウェア、ネットワークプロトコルを組み合わせた技術で、非圧縮のデジタルオーディオを標準のイーサネットネットワークを通じて、レイヤ3 IPパケットを使用し送信することができる。この技術は、シドニーのAudinate社によって2006年に開発され、他のイーサネットオーディオに比べ、主に業務音響の用途に利用されている。この技術は、特に多くのオーディオチャンネルを長距離や複数の場所に伝送する必要がある場合に有効である。デジタルオーディオは、アナログオーディオ伝送に比べて優れた性能を有し、物理的な配線における労力やコストも大幅に削減される。また、DanteはCobraNetやEtherSoundなどの初期のイーサネットオーディオ技術に比べて多くの利点があり、その中には、ネイティブギガビットサポート、多チャンネル化、低レイテンシー、自動設定などの技術革新があげられる。

## 沿革
2003年にモトローラがオーストラリアの研究施設を閉鎖した後、Audinate社の現CEOであるエイデン・ウィリアムスは、研究チームをオーストラリアのシドニーにあるNational Information and Communication Technology Australia（NICTA）に招集する。政府の資金援助を受け、Danteの基礎を3年で開発したのち、2006年、ウィリアムスはAudinate社を設立し、Danteの本格市場参入にとりかかる。Audinate社はNICTAからの資金援助を受けており、2006年の交渉の後、NICTA初のスピンアウト企業となる。2006年以降、Audinate社はStarfish VenturesとInnovation Capitalを主導とする2回の400万オーストラリアドルの融資を得、2009年にはオレゴン州ポートランドに、ケンブリッジ（イギリス）と香港にもそれぞれオフィスを持つようになる。2021年3月現在、Audinate社は350社とライセンス契約をし、Danteテクノロジーを組み込んだ3000以上の製品を生産している。

## 出展
1. ↑  "Getting Started with Dante: 1. Dante Overview". Audinate. 2015-07-02. Archived from the original on 2021-12-15. Retrieved 2015-07-29.
2. ↑  "Best Practices in Network Audio" (PDF).
3. ↑  Jin Evans (2011-02-02).
4. ↑  "Dante Brooklyn II Data Sheet" (PDF).
5. ↑  “What is Dante?”.  Audinate. 2023年9月3日閲覧。
6. ↑   Dante-MY16-AUD, Yamaha 2011年10月16日閲覧。
7. ↑  Holder, Christopher. “Audinate Dante”. 2009年9月15日時点のオリジナルよりアーカイブ。2010年5月28日閲覧。
8. ↑  NICTA (2007年12月7日). “Audinate”. 2009年7月10日時点のオリジナルよりアーカイブ。2010年6月1日閲覧。
9. ↑  “Innovation Capital leads $4,000,000 Series A investment in Audinate Pty Ltd.” (2008年4月17日). 2011年2月17日時点のオリジナルよりアーカイブ。2010年5月28日閲覧。
10. ↑  “Audinate Raises Additional $4 Million in Funding to Fuel Growth” (2010年1月21日). 2010年5月28日閲覧。
11. ↑  “AV uptake leads Audinate to push European expansion through recruiting drive” (2021年1月13日). 2023年9月3日閲覧。
12. ↑  “From NICTA spin-off to global audio success-story”.   Electronics News (2015年8月6日). 2015年8月10日時点のオリジナルよりアーカイブ。2015年8月11日閲覧。
13. ↑  “Dante now supported in more than 3,000 devices”. Entourage Pro. 2023年7月6日閲覧。
14. ↑  David Swan (2017年3月16日). “Audio golden-child Audinate mulls IPO”. The Australian